# Wilhelm Wehrenpfennig
Wilhelm Wehrenpfennig (né le 25 mars 1829 à Blankenburg et mort le 25 juillet 1900 à Berlin) est un fonctionnaire prussien, publiciste et homme politique libéral.

## Biographie

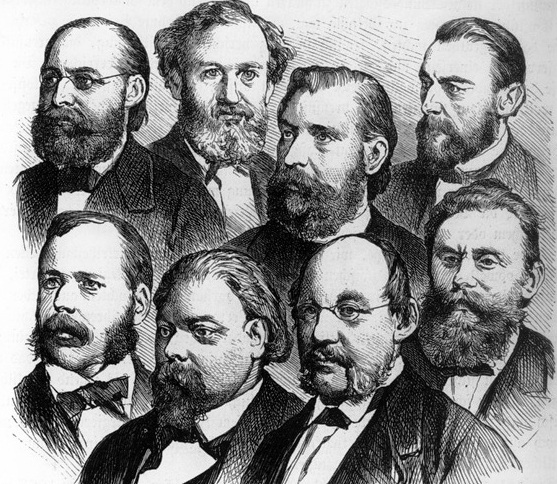
Principaux hommes politiques nationaux-libéraux, rangée du haut de gauche à droite : Wilhelm Wehrenpfennig, Eduard Lasker, Heinrich von Treitschke, Johannes Miquel, rangée du bas de gauche à droite : Franz von Roggenbach, Karl Braun, Rudolf Gneist, Ludwig Bamberger

Wehrenpfennig étudie la théologie à Iéna et à Berlin. Au cours de ses études, il devient membre de la fraternité Arminia à Iéna en 1847. Pendant la révolution de mars 1848/49, il combat sur les barricades de Leipzig et de Dresde, avec Johannes von Miquel et Lorenz Theodor Nagel (de), entre autres. Il obtient son doctorat à Halle-sur-Saale en 1853 puis devient professeur du lycée de Joachimsthal de Berlin. En 1857, Wehrenpfennig devient professeur principal au lycée Frédéric de Berlin (de). De 1858 à 1862, il est directeur du bureau littéraire du ministère d'État prussien (de) (c'est-à-dire chef du service de l'information). De 1863 à 1883, il est rédacteur en chef et, avec Heinrich von Treitschke, co-éditeur des Annales prussiennes et 1872/73 rédacteur en chef du Spenersche Zeitung (de). En 1877, il devient conseiller privé et conseiller chargé de cours au ministère du Commerce, responsable des écoles techniques. En 1879, il rejoint le ministère de la Culture en tant que conseiller supérieur du gouvernement.
De 1868 à 1879, Wehrenpfennig est député de la Chambre des représentants de Prusse avec le Parti national-libéral. Il est également à partir de 1869 député du Reichstag de l'Allemagne du Nord pour la circonscription du Reichstag Waldeck-Pyrmont (de) et à partir de 1871 pour la circonscription du Reichstag du district de Cassel 3 (de) (Fritzlar (de)-Homberg (de)-Ziegenhain). Wehrenpfennig reste député du Reichstag jusqu'en 1881.
Wilhelm Wehrenpfennig décède en 1900 à l'âge de 71 ans à Berlin et il est enterré dans l'ancien cimetière Saint-Matthieu à Schöneberg. La tombe n'a pas survécu. Peu de temps avant sa mort, il obtient son diplôme de docteur-ingénieur à l'Université technique d'Aix-la-Chapelle.